# Silent Alarm Remixed
Silent Alarm Remixed è un album di remix del gruppo indie rock britannico Bloc Party, pubblicato nel 2005. Il disco contiene remix dei brani presenti in Silent Alarm, esordio discografico della band.

## Tracce
1. Like Eating Glass (Ladytron Zapatista Mix) – 4:16
2. Helicopter (Sheriff Whitey Mix) – 4:32
3. Positive Tension (Blackbox Remix) – 4:25
4. Banquet (Phones Disco Edit) – 5:25
5. Blue Light (Engineers 'Anti-Gravity' Mix) – 3:01
6. She's Hearing Voices (Erol Alkan's Calling Your Dub) – 8:23
7. This Modern Love (Dave P. and Adam Sparkle's Making Time Remix) – 5:01
8. Pioneers (M83 Remix) – 5:50
9. Price of Gas (Automato Remix) – 4:47
10. So Here We Are (Four Tet Remix) – 6:26
11. Luno (Bloc Party vs. Death from Above 1979) – 3:56
12. Plans (Replanned by Mogwai) – 3:42
13. Compliments (Shibuyaka Remix by Nick Zinner) – 10:40